# Posljednje evanđelje
Posljednje evanđelje naziv je za proslov Ivanovog Evanđelja, koji se čita kao dio završnih obreda u tradicionalnom obliku mise u Katoličkoj Crkvi. Proslov govori o Isusu Kristu kao Utjelovljenjom Logosu (Riječi).